# 島宗りつこ
島宗 りつこ（しまむね りつこ、4月21日生）は、日本の女性声優。ぷろだくしょん★A組に所属していた。東京都出身。

## 出演作品

### テレビアニメ
- 犬夜叉（比丘尼）
- しあわせソウのオコジョさん（ワニ/ワニ先生、主婦B）

### 劇場アニメ
- 明日の風に向かって（2002年5月19日）

### 吹き替え
- アドベンチャーランドへようこそ
- 甘い人生
- アラスカ・ケビン 史上最大の犬ぞり大作戦
- イーオン・フラックス
- 愛しのローズマリー
- イン・グッド・カンパニー
- 宇宙戦争
- OZ（ユージアナ・ヒル）
- キム・ポッシブル
- グッバイ、レーニン!
- 刑事ナッシュ・ブリッジス
- 幻影の疑惑
- 恋のトリセツ 別れ編
- コールドケース 迷宮事件簿
- こちらブルームーン探偵社5
- 最後の恋のはじめ方
- The O.C.
- CSI:ニューヨーク
- CSI:4 科学捜査班
- ジェヴォーダンの獣
- 真珠の耳飾りの少女（タンネケ）
- シンプル・シモン（シモンのママ〈ロッタ・テイレ〉）
- スイミング・プール
- スパングリッシュ 太陽の国から来たママのこと
- スピードウェイ・ジャンキー
- タイムリミット
- ダンス オブ テロリスト
- デイ・アフター・トゥモロー（国務長官）
- デスパレートな妻たち
- ドッグヴィル（オリヴィア）
- トップガン（メカトフ婦人）
- ドリームキャッチャー
- トワイライト・ゾーン
- バイオハザードIII
- 伯爵夫人
- バビロン5
- ビッグ・バウンス
- ブリジット
- マイ・スイート・メモリーズ
- マイ・ボディガード（シスターアンナ）
- リセス 〜ぼくらの夏休みを守れ!〜
- リロ・アンド・スティッチ ザ・シリーズ（シュガー・ママ・プラウド）
- レジェンド・オブ・サムライ
- レベッカ（ベアトリス）
- ワイルドシングス

### ナレーション
- マイクロソフト用ガイド
- 日野自動車

### その他
- 奇跡体験!アンビリバボー